# Hydroptila dorsoprocessuata
Hydroptila dorsoprocessuata är en nattsländeart som beskrevs av Lazar Botosaneanu 1993. Hydroptila dorsoprocessuata ingår i släktet Hydroptila och familjen smånattsländor. Inga underarter finns listade i Catalogue of Life.